# Krasnokamensk
Krasnokamensk è una città della Russia siberiana sudorientale (kraj Zabajkal'skij), situata alle falde dei monti dell'Argun', 535 km a sudest del capoluogo Čita, non lontano dal confine cinese; è il capoluogo amministrativo del Krasnokamenskij rajon, pur essendo, formalmente, autonoma dal punto di vista amministrativo.

## Società

### Evoluzione demografica
Fonte: mojgorod.ru
- 1970: 13 800
- 1979: 51 000
- 1989: 66 900
- 2000: 54 500
- 2007: 55 600
- 2021: 51 451